# شاوردي (الفلاحية)
الشاوردي أو شاوردي (بالفارسية: شاوردی)، (بالفارسية:روستای شاوردی)، هي منطقة سكنية تقع في إيران في قسم سلامي الريفي. يقدر عدد سكانها بـ 1,584 نسمة .
وهي إحدى القری التابعة لريف سالمي في قسم خنافره من مقاطعة الفلاحية، في محافظة محافظة خوزستان الإيرانية.

## السكان
- حسب إحصاءات سنة 2006، بلغ إجمالي السكان في هذه القرية 1584 نسمة موزعين على 285 مسكن.[2]

## وصلات خارجية
- محافظة خوزستان نسخة محفوظة 6 مايو 2019 على موقع واي باك مشين.